# Ieixivà de Ponevezh
La Ieixivà de Ponevezh (en hebreu: ישיבת פוניבז׳), és una ieixivà de renom mundial ubicada a la ciutat de Bené-Berac, Israel. La ieixivà te avui uns 700 estudiants, i és una institució molt important del judaisme ultraortodox d'origen lituà.

## Història
Originalment va ser fundada a la ciutat lituana de Panevėžys, un gran nombre d'estudiants van ser assassinats durant l'Holocaust.
La ieixivà va ser refundada en desembre de 1943 pel seu líder, el Rabí Yosef Shlomo Kahaneman.
Després va ser dirigida pel Rabí Shmuel Rozovsky, després pel Rabí Elazar Shach, i per Dovid Povarsky, actuant tots dos com a caps de la ieixivà. Al gener de 2007, els seus líders eren els rabins Gershon Eidelstein i el jueu Boruch Dov Povarski. Durant la dècada de 1990, el Rabí Shmuel Markovitz (espòs d'una neta del fundador) i el Rabí Eliezer Kahaneman (un net del fundador), van discrepar sobre l'administració de l'establiment. Des d'aleshores, l'organització s'ha dividit en dos grups d'estudiants que comparteixen el mateix edifici.